# 万德·阿比姆博拉
万德·阿比姆博拉，（约鲁巴语：Wándé Abímbọ́lá，1932年6月26日—），尼日利亚学者，约鲁巴语言文学教授伊费大学（现在的奥巴费米·阿沃洛沃大学）原副校长，还曾担任尼日利亚联邦共和国参议院多数党领袖。

## 生平
生于尼日利亚奥约，1963年阿比姆博拉于伊巴丹大学学院获历史学学位。1966年获西北大学语言学硕士学位，1971年获拉各斯大学约鲁巴文学博士学位。1976年成为全职教授。他的学术背景植根于口头传统，在受到正规教育之前，他是伊法诵经和口头艺术的学徒。他还为一些美国大学，如印第安纳大学、阿默斯特学院、哈佛大学、波士顿大学、科尔盖特大学、路易斯维尔大学授课。阿比姆博拉还写了很多关于伊法和约鲁巴文化的书籍。